# 井筒屋庄兵衛
井筒屋庄兵衛（いづつや しょうべえ、生没年未詳）は、江戸時代の書肆。初代から5代まで続き、俳諧関連書を中心に出版活動を行った。

## 概要
初代（1621年（元和7年）- 1709年（元和9年）か）の名は重勝。松永貞徳の門人で、歳旦三つ物所として力を持ち、貞門派の俳書を出版した。延宝期には談林派の俳書を、貞享・元禄期には蕉門派の俳書を多数出版した。
2代（生没年未詳）の名は重晴。1696年（元禄9年）『初蝉』、宝永年間中の『大三物』に句が見られる。
3代（生没年未詳）の俗称は不明。元文から延享期にかけて井筒屋宇兵衛重寛と合版で出版活動を行う。
4代（生年未詳 - 1760年（宝暦10年））の名は寛治、俳号麦郷観。編著に『芭蕉句選拾遺』（1756年（宝暦6年））がある。
5代（生没年未詳）の名は荘兵衛。
井筒屋の出版活動の下限は1808年（文化5年）刊『俳諧七部集』とされる。